# Natriumaluminaat
Natriumaluminaat is een natriumzout met als brutoformule NaAlO2. De zuivere stof is een wit, kristallijn en wateraantrekkend poeder; het technische, commerciële product is verkrijgbaar als poeder of als oplossing. De stof reageert basisch met water en zuren. Het aluminium-atoom bezit in het aluminaat-anion de oxidatietoestand +3.

## Synthese
Natriumaluminaat kan gesynthetiseerd worden door aluminium met natriumhydroxide te laten reageren. Hierbij ontstaat eerst aluminiumhydroxide, dat direct weer oplost in het basische milieu en zo aluminaat vormt. De industriële syntheseroute is gelijkaardig.
{\displaystyle {\ce {2Al + 2NaOH + 2 H2O -> 2NaAlO2 + 3H2}}}

## Toepassingen
Natriumaluminaat kent een vrij groot toepassingsveld:
- om het uitharden van beton te versnellen
- als bloedstollend middel om de flocculatie te bevorderen
- in de papierindustrie
- in de productie van aanmaakblokjes

## Toxicologie en veiligheid
De oplossing in water is een base, ze reageert dus hevig met zuren en is corrosief voor aluminium, tin en zink. Natriumaluminaat reageert met ammoniumzouten, met kans op brand.
De stof is corrosief voor de ogen, de huid en de luchtwegen. Ook bij het inslikken gedraagt natriumaluminaat zich als een corrosieve stof. Contact met deze stof moet vermeden worden.